# Адвайта Ачар'я
Адвайта Ачар'я (Advaita Ācārya IAST; 1434-1559) — індуїстський крішнаїтський релігійний діяч. Кришнаїти поклоняються йому як одній з п'яти іпостасей Бога, званих Панча-таттва. Вважається спільним втіленням Маха-Вішну і Шиви (Харіхара). Був одним з близьких супутників основоположника Ґаудія-вайшнавізму Чайтан'я Махапрабгу, а також духовним вчителем великого крішнаїтського святого Харідаси Тхакура. Життя та діяльність Адвайта Ачар'ї описані в таких працях як «Чайтан'я-чарітамріта» і «Чайтан'я-бгаґавата».
Адвайта Ачар'я народився в 1434 у в Бенгалії, більш ніж за 50 років до народження Чатан'ї. Більшу частину свого життя прожив разом зі своєю дружиною і дітьми в місті Шантіпурі, де був шанованою лідером місцевої громади брахманів. У Шантіпурі, він вчив філософії «Бгаґавад-Ґіта» і «Шрімад Бгаґаватам», звеличуючи шлях бгакті-йоґи.
Адвайта Ачар'я був сильно стурбований занепадом духовності і зростанням серед людей тенденції до матеріалізму. Він вважав, що це вело до страждань і проблем в суспільстві і поступово прийшов до висновку, що єдиним виходом із ситуації було молитися Верховному Господу Крішні, щоб той зійшов на землю як аватара і дав людям смак до радості і щастя духовного життя.
Описується, що він протягом кількох місяців старанно молився Крішні, закликаючи його прийти і поклонявся особливій мурті Крішни шалаграма-Шілі, пропонуючи їй у відповідність з правилами поклоніння листя священної рослини туласі і воду Ґанґи. Після тринадцяти місяців у відповідь на молитви Адвайти Ачар'ї у Майяпурі народився Чайтан'я Махапрабгу.
Згодом Адвайта Ачар'я надав велику допомогу Шрі Чайтан'ї і Шрі Нітьянанді в їхній місії санкіртани — поширення оспівування мантри Харе Крішна (святих імен Бога).
У Адвайти Ачар'ї було шість синів — Ачь'тананда, Крішна Мішра, Ґопала Даса, Баларама, Сварупа, і Джаґадіша.
Його учнем був Ішана Наґара.